# Station Spydeberg
Station Spydeberg is een spoorwegstation in  Spydeberg in fylke Viken in Noorwegen. Het station, uit 1882, ligt aan de oostelijke tak van Østfoldbanen. Het stationsgebouw is ontworpen door Balthazar Lange.
Spydeberg wordt bediend door de stoptreinen van lijn L22 die rijden tussen Skøyen en Mysen.